# Thomas Häßler
Pour les articles homonymes, voir Hassler.
Thomas Häßler est un footballeur allemand né le 30 mai 1966 à Berlin. Il évoluait au poste de milieu offensif.
Il est avec Andreas Möller, Lothar Matthäus et Jürgen Klinsmann l'un des piliers de l'équipe d'Allemagne de football dans les années 90 et l'un des artisans majeurs des victoires en Coupe du monde 1990 et dans le Championnat d'Europe 1996. Nommé par deux fois Footballeur allemand de l'année, il est l'un des meilleurs footballeurs allemands de sa génération.

## Biographie
Formé à l'origine au Reinickendorfer Füchse, Thomas Hässler fait ses débuts en Bundesliga avec le 1. FC Cologne en 1984. Le club est à l'époque parmi les meilleurs de la Bundesliga et compte de nombreux internationaux allemands comme Klaus Allofs, Harald Schumacher ou Pierre Littbarski. Le jeune milieu de terrain joue pendant six saisons sous les couleurs de Cologne disputant 149 matchs et inscrivant 17 buts. À deux reprises en 1989 et 1990, le club finit à la seconde place en Bundesliga. Ses exploits finissent par convaincre le sélectionneur Franz Beckenbauer de lui offrir sa première cape le 31 août 1988 contre la Finlande lors d'un match qualificatif pour la Coupe du monde 1990. Quelques semaines auparavant, Hässler avait fini à la troisième place des Jeux olympiques d'été de Séoul avec l'équipe d'Allemagne Olympique.
Rapidement, Thomas Hässler devient l'un des cadres réguliers de la Mannschaft, et il participe à la Coupe du monde 1990 qu'il remporte, disputant 5 matchs dont la finale contre l'Argentine. Fort de ses succès en équipe nationale, Hässler comme beaucoup de ses compatriotes, décide de monnayer ses talents dans le Championnat d'Italie en signant à la Juventus de Turin en 1990 pour 15 millions de Deutsche mark. Il ne reste qu'une saison à Turin et signe la saison suivante à la Roma où il retrouve son compatriote Rudi Völler. Il joue trois saisons sous les couleurs de la Roma, dispute 88 matchs et marque 11 buts. Pendant ses années italiennes, il participe à l'Euro 1992 où il se révèle particulièrement brillant malgré la défaite de la Mannschaft en finale contre le Danemark. Ces performances lui permettent de finir en troisième position dans le classement du Meilleur footballeur de l'année FIFA.
En 1994, après une Coupe du monde qui a vu l'équipe d'Allemagne de football être éliminée par la Bulgarie, Hässler décide de revenir jouer en Bundesliga en signant dans le modeste club de Karlsruher SC, malgré les propositions de clubs plus huppés. Il s'impose rapidement comme le joueur-clé  et le capitaine de l'équipe. Sous les couleurs du club de Karlsruhe, Hässler dispute une finale de Coupe d'Allemagne de football en 1996 et remporte la Coupe Intertoto en 1996. La même année, il remporte l'Euro 1996 avec une équipe d'd'Allemagne composée de nombreux vainqueurs de la Coupe du monde 1990: Jürgen Klinsmann, Jürgen Kohler ou Andreas Möller. À l'issue de la saison 1997/1998, le club est relégué et Hässler décide de quitter le club, pour rejoindre le Borussia Dortmund qui a remporté la saison précédente la Ligue des champions.
Sa saison à Dortmund n'est guère brillante. Il se brouille avec l'entraîneur Michael Skibbe et est mis en concurrence avec Andreas Möller. Il ne dispute que 18 matchs (sans jamais jouer l'intégralité des 90 minutes) et signe la saison suivante à Munich 1860. À 32 ans, le milieu offensif allemand est toujours un cadre de la sélection allemande puisqu'il participe à la Coupe du monde 1998 sans toutefois réussir à faire mieux qu'en 1994 puisque la Mannschaft est de nouveau éliminée en quart de finale. Deux ans plus tard, à 34 ans, il décide de prendre sa retraite internationale après un pitoyable Euro 2000 qui a vu l'équipe d'Allemagne être éliminée au premier tour.
Après quatre ans sous les couleurs de Munich 1860, Thomas Hässler signe à 37 ans pour une dernière saison dans le championnat autrichien, dans le club de Wüstenrot Salzburg.
Surnommé tout au long de sa carrière Tommasino, Pollicino ou encore Icke, il raccroche les crampons à l'issue de la saison en 2004.

## Palmarès

### En club
- FC Cologne :
  - Finaliste de la Coupe de l'UEFA en 1986.
- AS Roma :
  - Finaliste de la Coupe d'Italie en 1993.
- Karlsruhe :
  - Vainqueur de la Coupe Intertoto en 1996.
  - Finaliste de la Coupe d'Allemagne en 1996.

### En sélection
- Allemagne
  - Vainqueur de la Coupe du Monde en 1990
  - Vainqueur du Championnat d'Europe des Nations en 1996
- Allemagne Olympique :
- Médaille de bronze aux Jeux Olympiques en 1988.

### Distinctions individuelles
- Élu meilleur joueur allemand de l'année en 1989 et en 1992
- Membre de l'équipe-type du Championnat d'Europe des Nations en 1992
- Élu 3e meilleur footballeur de l'année FIFA en 1992
- Meilleur passeur de la Coupe du Monde en 1994 (5 passes décisives)[2]